# Saucedas de Buelles
Las saucedas de Buelles son un monumento natural ubicado en el tramo del río Deva entre las localidades de El Mazu, Narganes y Buelles en el concejo asturiano de Peñamellera Baja, España.
Se incluyen las saucedas y fragmentos de alisedas de la orilla, los taludes, las playas de cantos de ambos márgenes y el mismo cauce o lecho menor del río.
Fue declarada monumento natural el 4 de abril de 2002.

## Fauna
Dentro de la fauna se pueden encontrar el avión zapador, el mirlo acuático y el martín pescador, dentro de las aves; dentro de los peces, el salmón o la trucha y cabe destacar una importante población de nutrias que es un referente en lo que la calidad del agua puede ser.

## Flora
La zona protegida de 52,29 hectáreas se encuentra formada por una amplia vega fluvial formada en esta zona del río, fenómeno muy extraño en Asturias, lo que le confiere una especial importancia. Toda esta vega está poblada de sauces de diferentes familias como son el sarga de hoja estrecha (Salix eleagnos subsp. angustifolia), acompañada puntualmente de mimbrera (Salix fragilis) o sarga (Salix triandra subsp. discolor), y algo más lejos el sauce blanco. Se cree que estas saucedas son las más importantes de toda la franja cantábrica de España.

## Conexiones
La N-621, de Panes a Unquera, atraviesa las localidades de El Mazo y Buelles. Por otra parte, la AS-343, de Villanueva (Ribadedeva) a Siejo (Peñamellera Baja), que discurre por la margen izquierda del río, pasa por el núcleo de Narganes.